# خواجه معین‌الدین سجزی
خواجه معین الدین محمد بن حسن سجزی، از عرفا و صوفیان سیستانی است. خواجه معین الدین در محضر خواجه عثمان هروی تربیت یافته و در هندوستان مروج دین نبوی و طریقت علوی بوده‌است.
از مریدان وی می‌توان از قطب الدین بختیار کاکی، ضیاالدین بلخی و شهاب الدین غوری نام برد.
خواجه معین الدین دارای اشعار زیادی می‌باشد.
| ای بعد نبی بر سر تو تاج نبی      |  | وی داده شهان زصولت باج نبی       |
| آنی تو که، معراج تو بالاتر شد    |  | یک قامت احمدی زمعراج نبی         |
| اگر در آتش عشقت بسوختم چه عجب    |  | که کوته تاب نیاورد، این تجلی را  |
| معین به چشم خرد، حسن دوست ننماید |  | ببین به دیده مجنون، جمال لیلی را |